# Adenophorus pinnatifidus
Adenophorus pinnatifidus är en stensöteväxtart som beskrevs av Gaud. Adenophorus pinnatifidus ingår i släktet Adenophorus och familjen Polypodiaceae. Utöver nominatformen finns också underarten A. p. rockii.